# Acrolyta okadai
Acrolyta okadai är en stekelart som först beskrevs av Tohru Uchida 1942.  Acrolyta okadai ingår i släktet Acrolyta och familjen brokparasitsteklar. Inga underarter finns listade i Catalogue of Life.